# Беза, Теодор
Теодор Беза (фр. Théodore de Bèze) (24 июня 1519, Везле, Бургундия — 13 октября 1605, Женева, Швейцария) — швейцарский реформатор, сподвижник и преемник Жана Кальвина.

## Юность
Теодор Беза происходит из старинного бургундского дворянского рода, был отдан по желанию дяди, аббата цистерцианского монастыря, на воспитание к немецкому гуманисту Мельхиору Вольмару, который не только сообщил ему сведения в латинской и греческой литературе, но и воспитал его в духе реформаторских идей. Вольмар должен был вследствие своих новаторских стремлений оставить в 1534 году Францию, и Беза поступил в 1535 году в Орлеанский университет для изучения права. В 1539 году он переселился в Париж, чтобы стать юристом. Обладая большими средствами и приобретя известность как гуманист и поэт изданием своих «Juvenilia», Беза видел перед собой блестящую карьеру, но после тяжкой болезни решился оставить все и посвятить себя служению Реформатской церкви.

## Реформаторская деятельность
В 1548 году Беза принял кафедру греческого языка в университете в Лозанне и во время десятилетнего пребывания в этой должности написал известный памфлет «Possavantius» на судью еретиков Петра Лизета, много драматических обработок ветхозаветных рассказов, из которых замечательнейшая — «Жертвоприношение Авраама», и, главное, перевел на французский язык псалмы для французского протестантского богослужения. Вместе с тем Беза постоянно в церковных спорах защищал кальвинистское учение о предопределении против Бользека. В 1557 году женевцы послали его вместе с Фарелем склонить большие швейцарские кантоны и протестантских немецких государей заступиться перед Францией за преследуемых вальденсов в Пьемонте и гугенотов в Париже. Этой поездкой Беза воспользовался для образования в Германии евангелического реформатского союза. В 1559 году Беза принял в Женеве место проповедника и профессора богословия и оставил этот город только на двадцать два месяца, когда казалось, что во Франции победа остается за протестантами. Там Беза объяснял королю Антуану Наваррскому основы протестантского вероучения, принимал участие во многих религиозных диспутах и своими окружными посланиями старался возбудить сочувствие к гугенотам.

## Преемник Кальвина
Вернувшись затем в Женеву, Беза после смерти Кальвина (в 1564 году) занял его место старшины женевских церквей. Затем он руководил синодами французских реформатов в 1571 году — в Ла-Рошели (где прошла торжественная процедура подтверждения Галликанского исповедания), и в 1572 году в Ниме. В 1600 году Беза приветствовал на женевской территории короля Генриха IV. Весь проникнутый строгими принципами Кальвина, в духе которого он деятельно и твердо руководил женевской церковью, Беза был главой своей партии и в течение 40 лет пользовался высоким почетом. Для утверждения единства в своей церкви он поступался собственными мнениями, если они противоречили общепринятым мнениям Кальвина, и своей многосторонней ученостью, неизменным усердием, ловкостью, блестящим ораторским талантом и даже своей представительной наружностью оказал кальвинизму громадные услуги. Из многочисленных сочинений его до сих пор не утратили своего значения экзегетические труды, изданные в 1582 году и «История реформации во Франции в 1521-1563 годах» (Париж, 1883). Его переписка с Кальвином хранится в библиотеке в Готе. Умер Теодор Беза в 1605 году.